# Міжштатна автомагістраль 44
Міжштатна автомагістраль 44 (Interstate 44, I-44) — міжштатна автомагістраль у центральній частині Сполучених Штатах Америки. Незважаючи на те, що номінально це дорога зі сходу на захід, оскільки вона має парний номер, вона пролягає більшою мірою на південний захід-північний схід. Її західний кінець знаходиться у Вічита-Фоллс, Техас, паралельно з маршрутами США 277 (US 277), US 281 і US 287. А східний знаходиться на I-70 в Сент-Луїсі, Міссурі. I-44 — одна з п'яти автомагістралей, побудованих в обхід US 66. Шосе охоплює ділянку між Оклахома-Сіті і Сент-Луїсом. Практично вся довжина I-44 на схід від Спрінгфілда, штат Міссурі, колись була US 66, яку було оновлено з двох до чотирьох смуг з 1949 по 1955 рік. Ділянка I-44 на захід від Спрінгфілда була побудована на південь, далі ніж US 66, щоб з’єднати ділянку Міссурі з уже завершеною магістралью Уілла Роджерса, по якій Оклахома хотіла прокласти свою частину I-44.